# ردیچ (مجارستان)
ردیچ (به مجاری:  Rédics) یک منطقهٔ مسکونی در مجارستان است که در ناحیه لنتی واقع شده‌است.